# アレッサンドロ・ピッコローミニ

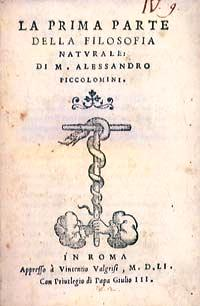
アレッサンドロ・ピッコローミニ

アレッサンドロ・ピッコローミニ（Alessandro Piccolomini、1508年6月13日 - 1578年3月12日）は、イタリアの学者・詩人である。天文学の分野では1543年に印刷された近代的な星図を製作したことで知られる。
シエーナに生まれた。いくつかの喜劇を書き、オウィディウスの『変身物語』（Metamorphosen)やアリストテレスの詩を訳した。1578年には暦の改良についての著述を残している。1574年には ローマ教皇グレゴリウス13世からPatrae教区の司教に任じられた。
天文学の分野ではヨハン・バイエルの『ウラノメトリア』に先立って、近代的な星図を出版したことで知られる。星図 le stelle fisseは最初の印刷された近代的な星図で1540年に出版された。こうま座を除くトレミーの星座が47の図に描かれた。恒星の明るさと、日周運動の中心の方向と、運動の向きが示されているが、星の位置を示す座標は使われておらず恒星の正確な位置をきめることはできなかった。
月のクレーターに命名された。